# Constante cónica

Ilustración de varias constantes cónicas.

En geometría, se denomina constante cónica (o constante de Schwarzschild, en honor a Karl Schwarzschild) a una cantidad que describe a las secciones cónicas, y que es representada por la letra K.  Para valores negativos de K la misma se expresa como
{\displaystyle K=-e^{2},\,}
donde e es la excentricidad de la sección cónica.
La ecuación de una sección cónica con vértice en el origen y tangente al eje Y es
{\displaystyle y^{2}-2Rx+(K+1)x^{2}=0}
donde K es la constante cónica y R es el radio de curvatura en x = 0.
Esta formulación es utilizada en óptica geométrica para especificar lentes y superficies de espejos oblato elípticas (K > 0), esféricas (K = 0), prolatas elípticas (0 > K > −1), parabólicas (K = −1), e hiperbólicas (K < −1).  Cuando es válida la  aproximación paraxial, la superficie óptica puede ser tratada como una superficie esférica con el mismo radio.